# 오픈 액세스

오픈 액세스 로고

오픈 액세스(영어: open access)란 비용과 장벽의 제약없이 이용가능한 연구성과물을 말한다. 기존 학술생태계의 모순을 극복하기 위한 대안으로 등장하였으며 법적, 경제적, 기술적 장벽 없이 누구라도 무료로 정보에 접근, 활용할 수 있도록 저작물 생산자와 이용자가 정보를 공유하는 행위를 부르는 말이기도 하다. 오픈 액세스는 저자의 비용 부담, 이용자의 무료 접근, 시공간을 초월한 상시적 접근, 저자의 저작권 보유 등의 4대 원칙을 강조하는 정보 공유 체제이다. 저작물의 자유로운 이용을 위해 크리에이티브 커먼즈 라이선스를 따르고 있으며 모든 형태의 학술 저작물이 적용 대상이나 종이 학술지 형태로 나타났던 전통적인 학술저작물들이 이 운동의 주요 대상이다. 이 관습적인 학술저작물들은 개별 혹은 집단 구독처럼 접근 경로를 통제하여 돈을 받는 방식으로 돈을 벌거나 아니면 페이퍼뷰 형태의 종량제를 운용했다.오픈 액세스에는 두 가지 경로가 있다. 첫 번째는 골드 오픈 액세스(Gold Open Access) 가 있고, 두 번째는 그린 오픈 액세스(Green Open Access)가 있다. 셀프 아카이빙이라고도 알려진 그린 오픈 액세스는 저자의 원고 버전을 기관 리포지터리에 업로드하고 모든 사람이 자유롭게 액세스할 수 있도록 하는 것이다.

## 역사
오픈 액세스의 진정한 의미의 시작은 1995년 6월 미국 스탠포드 대학교 도서관의 HighWire에서 찾을 수 있다. HighWire는 1995년 가장 많이 인용되면서 두 번째로 크게 상호심사가 이루어지는 주간 저널인 JBC(Journal of Biological Chemistry)를 온라인 형태로 출판하면서 시작되었다. HighWire는 학술 연구 결과를 보다 효율적으로 유통시키기 위하여 과학기술분야 학회와 출판사들이 과학적 커뮤니케이션을 위한 새로운 정보 기술을 활용할 수 있도록 설립되었고, 학회도 출판사의 개별적인 그리고 다양한 구독정책을 수용하고 있기 때문에, 일반 이용자들도 웹상에서 무료로 이용이 가능하다.
오픈 액세스의 핵심 선언은 2002년 2월의 BOAI(Budapest Open Access Initiative)선언이다. 이 선언은 전 학문분야 연구 논문을 일반인이 인터넷을 통하여 무료로 이용할 수 있어야 한다고 주장하는 원리, 전략 위임에 대한 성명이다. OSI(Open Society Institute)는 오픈 액세스의 목표달성을 위하여 초기 도움과 자금을 제공하였고, 셀프 아카이빙(Self-archiving)의 확대와 새로운 오픈 액세스 저널(Open access journal)의 창립, 그리고 오픈 액세스 저널 시스템이 경제적으로 자생할 수 있도록 지원하였다. BOAI선언의 목표는 상호심사가 이루어진 연구논문의 자유로운 이용이며, 이를 위하여 셀프 아카이빙과 오픈 액세스 저널 두 가지의 전략을 제시하였다. 이 때, 오픈 액세스를 '재정적, 법률적, 기술적 장벽 없이 인터넷을 통해 학술논문의 원문을 누구나가 무료로 접근하여 읽고, 다운로드하고, 복제하고, 배포하고, 탐색할 수 있도록 저자들이 허용하는 것'이라 정의하였다. OA 의무제출을 연구비 지원의 조건으로 내거는 경우가 점차 늘어나는 추세이다.
결국 오픈 액세스는 학술정보 유통에 있어서 지나친 상업화와 가격 인상으로 부담 능력이 전무하거나 미약한 국가, 기관, 도서관, 개인 등의 접근이 크게 제한되고 있는 문제의 대안으로서 등장하게 되었다. 오픈 액세스의 목적은 이용자들에게 있어 학술정보, 학위논문 및 학술지 논문을 개방하여 접근성을 높이고 가격 및 접근에 대한 장벽을 제거하는 등의 원활한 학술소통을 가능하도록 하는데 있다.

## 형태
OA는 아래와 같은 방식으로 기존 모델을 대체하는 중이다.
- 셀프 아카이빙(green OA) : 학술지에서 동료평가를 거친 논문을 저자가 자신의 홈페이지나 관련된 곳 혹은 어딘가 집중된 OA 저장소에 올리는 것.
- OA 학술지 : 학술지 출판사가 자신의 저널 홈페이지에 모든 논문들을 무료로 올리는 것
  - 저자나 연구후원자를 통해 논문처리비용을 학술지에 지불하고 공개한 논문 (gold OA)
  - 학술기관, 학회, 정부 연구소가 주관하고 연구자는 비용을 내지 않는 공개된 논문 (platinum OA,[6][7] diamond OA,[8] 아니면 gold OA[9])
  - 논문 작성 후 엠바고 기간인 6-12개월 이후 공개되는 논문(delayed OA)
- 혼합형 OA 학술지 : 기본적으로 구독료를 받지만 저자나 후원자가 APC를 지불한 경우 그 논문만 무료로 공개하는 경우[10]

OA의 장단점은 여러 연구자들과 이해관계자들에 의해 토론되었으며 반대와 옹호의 스펙트럼도 넓다. 그 결과로 다수의 OA 출판사들이 활동을 시작했고 대표적인 곳이 PLOS와 바이오메드 센트럴이다.
무료 OA(gratis OA)와 자유 OA(libre OA)를 구분할 필요가 있다. 무료 OA는 이용까지만 개방된 것이며 자유 OA는 재사용까지도 개방된 것이다. 이 두 개념은 2006년 BOAI에 포함되었다. 자유 OA의 저작권은 보통 CC를 활용해 정의되며 대부분 저작자 표시(by) 조건을 포함한다.
현재 오픈 액세스의 실천방안으로 제시되고 있는 전략으로는 대표적으로 ‘셀프 아카이빙',‘학술기관 리포지터리', '오픈 액세스 저널(open access journal)'의 형태를 들 수 있다. 셀프 아카이빙은 심사 완료된 논문들을 OAI프로토콜(OAI-PMH:Open Archives Initiative-Protocol for Metadata Harvesting)을 준수하는 논문 저장기관이나 저장소(repository, archive)에 연구자 스스로 저장하는 것을 말한다. 학술기관 리포지터리 운영은 셀프 아카이빙의 도구가 되며 대상 논문의 운영주체나 체계적인 관리방식에 따라 저장하는 행위를 가리킨다. 즉 대학이나 연구기관 등이 생산한 학술 정보를 수집하고 축적하여 학내외의 이용자들에게 무료로 제공하는 시스템이다. 소프트웨어로는 미국의 DSpace와 유럽 및 호주,인도 등에서 활용하는 ePrints,대한민국의 dCollection등이 있다.
전체 학술지 중 OA 정책을 취하는 곳은 2013년 기준 이공계와 의학계 학술지가 43~47%로 높고 예술계와 인문사회계 학술지가 4% 이하로 낮다.

## 배포
OA 학술지를 개별적으로 검색하는 것은 효율적이지 않다. OA 논문들은 웹 검색 엔진을 사용하여 검색 가능하며 대표적인 것은 구글 학술 검색, OAIster, openaccess.xyz, base-search.net, core.ac.uk 보관됨 2016-03-12 - 웨이백 머신 등이다. 한국에서는 한국과학기술정보연구원(KISTI)에서 AccessON 플랫폼을 개발하여 국내외 OA 논문들을 통합 검색할 수 있다.
많은 OA 저장소들은 컨텐츠를 재조합할 수 있는 경로를 열어두고 있다. base-search.net, HAL 같은 도구를 이용하면 된다. arXiv API, Dissemin API, Unpaywall/oadoi API, base-search API와 같은 공개 API도 다수 있다.
셀프 아카이빙도 그렇지만 골드 OA도 대부분 웹을 통해 배포된다. 저비용, 편의성, 속도 등에서 기존 매체와는 비교할 수가 없이 유용하기 때문이다. 이 과정에서 오픈 소스 소프트웨어가 사용되는 경우도 많다. 웹을 활용하면 인터넷 접근이 필수이므로 종이 인쇄가 고려된 경우도 있지만 재정적으로 무리인 경우가 많다. 그보다는 인터넷 접근성을 높여주는 쪽으로 지원하는 것이 효율적이다.
OA 논문을 모아서 보여주는 서비스는 다양하게 존재한다. ROAD(the Directory of Open Access scholarly Resources)는 OA 학술지와 ISSN을 수집하여 검색해준다. OA라이브러리(OALibrary)는 이공계 학술지의 대부분 주제를 포괄하는 데이터베이스를 구축한 상태다. 사용자는 국가별, 주제별로 특화된 서비스를 찾아볼 수도 있다. SHERPA/RoMEO는 학술기관 리포지터리를 이용중인 출판사들 목록을 만들어 제공한다. DOAJ에는 8000개 이상의 학술지를 검색하거나 살펴볼 수 있다
1998년에는 공공 지식 프로젝트(Public Knowledge Project)를 통해 오픈소스 논문 출간 시스템인 오픈 저널 시스템 에,여러 대학을 설립하는 공식 프로젝트를 육성에 액세스 열기,그리고 개발한 오픈 소스 journal 게시스템 오픈 저널을 시스템(Open Journal Systems)이 만들어졌다. 2010년까지 5000개 이상의 학술지가 이 시스템을 이용했다.
영어가 아닌 언어로 OA 학술지를 배포하려는 시도도 있어왔다. 코페르니쿠스 인덱스(Index Copernicus, 폴란드어), SciELO (포르투갈어, 스페인어), Redalyc (스페인어) 등이 그러하다.

## 같이 보기
- 정보의 자유
- 공공 데이터
- OER
- 열린 정부
- 인터넷 접속권